# CP 47,497
CP 47,497 (alternativni naziv: - ) je psihotropna tvar. Dio skupine novih psihoaktivnih tvari. U Hrvatskoj su uvrštene izmjenama i dopunama uvrštene na Popis droga, psihotropnih tvari i biljaka iz kojih se može dobiti droga te tvari koje se mogu uporabiti za izradu droga donesenim od strane Ministarstva zdravstva i socijalne skrbi Republike Hrvatske ( Narodne novine br.: 19, 11. veljače 2011.).  
Kemijsko ime je 2-[(1R,3S)-3-hidroksicikloheksil]-5-(2-metiloktan-2-il)fenol . CP 47,497 je sintetički neklasični kanabinoid koji se ponaša kao moćan CB1 agonist. Detektiran je u proizvodima označenim kao spice.

## Vanjske poveznice
- https://www.uredzadroge.hr  Arhivirana inačica izvorne stranice od 30. prosinca 2019. (Wayback Machine)
- https://www.nijd.uredzadroge.hr  Arhivirana inačica izvorne stranice od 30. prosinca 2019. (Wayback Machine)